# Pseudonapomyza australiana
Pseudonapomyza australiana är en tvåvingeart som beskrevs av Zlobin 1993. Pseudonapomyza australiana ingår i släktet Pseudonapomyza och familjen minerarflugor.
Artens utbredningsområde är Northern Territory, Australien. Inga underarter finns listade i Catalogue of Life.